# 商品先物取引
商品先物取引（しょうひんさきものとりひき）は、農産物や鉱工業材料等の商品市場で取引される商品（コモディティ）を将来の一定日時に一定の価格で売買することを現時点で約束する取引であり、先物取引（Futures）の一種である。

## 歴史
保険つなぎとして、株式の信用取引の空売りと同様の米切手の空売りとしての「つめかえし」が存在したが、帳合米取引（事実上の先物取引）に発展した。途中、江戸幕府による規制など諸々の苦難を乗り越え、1730年には幕府が大坂堂島米会所に対し米の先物取引（帳合米取引）を許可したのが、先渡し契約の無い近代的な公認の商品先物取引の始まりである。当時は現物の米の代わりとして売買契約数を記した書付けを帳合米取引の会所に持ち合って交換し、期日に突き合せて決済していた。現在でも先物取引の契約単位を「枚」と呼ぶなどその名残が残っている。これ以前にも、1568年に開設されたロンドン（イギリス）の取引所や1531年に開設されたアントウェルペン（ベルギー）の取引所があったが、これらの取引所で行われていたのはあくまで現物取引の先渡取引である。
しかし、統制経済の強化と共に各種商品の価格が公定され、その配給過程が統制されるに従って、商品取引所の存在意義は失われ、全国に19カ所あった米穀取引所は（米の先物取引は第二次世界大戦に伴う米流通の統制に伴い）1939年廃止され、21ヶ所の正米市場も閉鎖され、国策会社である日本米穀株式会社に統合された。他の商品取引所も徐々に姿を消し、1943年の横浜取引所（生糸市場）廃止をもって戦前の商品取引所の歴史に終止符を打たれた。
取引所法（明治26年3月4日法律第5号公布）は、証券取引と商品取引を規制していたが、戦時統制により商品取引が閉鎖され、証券取引のみとなったため昭和16年末に同法の所管が商工省から大蔵省に移管された。この結果、商品取引所再開のための法案整備は大蔵省が窓口となり、昭和25年1月大蔵省理財局に臨時に商品取引調査室が設けられ改正法案の立案に入ったが、2月27日の閣議決定で、商品取引所法の所管が物資所管省である農林省と通商産業省に移されたため、法案作成事務は通商産業省商企業局に新設された商務課が担当することとなり、新商品取引所法制定体制が整い、商品取引所再開が軌道に乗ることとなった。
取引所法は明治26年に公布され、証券と商品の規範となって、終戦後の昭和22年3月の証券取引法公布まで形式的に存続していた。そして、昭和22年3月に証券取引法が制定、部分的に公布され、昭和23年4月全面的に改正、公布される。この改正の付則第3条によって旧取引所法はその上に「商品」を冠して「商品取引所法」と改称された。しかし、この商品取引所法は、内容も旧取引所法と全く異なることがなかったし、当時は全商品が統制下におかれていたため、有名無実のものとなっていた。また、この商品取引所法では実情に即さない点が多いため、昭和25年初めから農水・通産両省において新法案の準備が開始された。
終戦後、株式の方では、証券取引法に基づく証券取引所開設の際に証券業界で清算取引の再開を求めていたが、ハーグ陸戦条約の条約附属書「陸戦ノ法規慣例ニ関スル規則」の第43条との整合性は不明瞭であり、証券取引所開設の条件を出した側であるアメリカ国内でも後年には個別株の先物取引が開始され矛盾しているが、GHQにより清算取引の禁止を求められたため（取引所再開に関する三原則）、1987年（昭和62年）に株先50が大阪証券取引所に上場されるまで、個々の株式銘柄と株価指数の違いはあるが株式関係の先物取引の再開まで長年を要した。
しかし、商品取引所法に関しては、GHQから清算取引（現行法でいう先物取引）が禁止されていなかった。そのため、証券取引所においては、戦前の精算取引が認められなかったが、商品取引所法では認められた。そのため、戦後の商品取引所においては、戦前の長期格付精算取引と称せられるものと同一の取引方法が採用された。
終戦後の商品取引所法（昭和二十五年八月五日法律第二百三十九号）の公布を受け、1950年大阪化学繊維取引所（後の中部大阪商品取引所）を皮切りに商品先物取引が再開された。
昭和25年公布の新しい商品取引所法は、全国各地で各産業界による商品取引所設立の運動に大きなはずみをつけた。当時は、商品取引所設立の動きが活発化したが、近年は、取引の東京集中が進む中、地方所在の取引所は経済的な役割を終え、次々と淘汰され、2023年時点では東京の東京商品取引所と大阪の堂島取引所の計2取引所となっている。

## 商品取引員
日本において商品先物取引に参加する場合、商品取引所の会員（株式会社形式の取引所の場合は取引参加者）となるか、取引を媒介する商品取引員の受託を受ける必要がある。日本独自の制度ともいえる商品取引員だが、その営業形態に起因する勧誘にまつわるトラブルが以前は多数報告された。現在は法改正により相当に改善されている（後述）が、これが一般大衆に「商品先物取引は危険」との認識を抱かせる一因となったとされる。
商品先物取引を受託する商品取引員は、商法上の問屋であり（商法第551条）、委託者との間には、委任に関する規定が準用されるから（同法第552条2項）、商品取引員は、委託者に対し、委託の本旨に従い、善良な管理者の注意をもって、誠実かつ公正に、その業務を遂行する義務を負う（民法第644条）。
受託業務を行う商品取引員は、商法上の問屋であり、委託者との間においては委任に関する規定が準用されるから（商法第552条第2項）、商品取引員は、受託業務を処理するに当たって受け取った金銭その他の物を委託者に引き渡さなければならず、また、委託者のために自己の名で取得した権利を委託者に移転しなければならない（民法第646条）。したがって、商品取引員は、商品市場における取引につき、委託者から預託を受けた金銭、有価証券その他の物及び委託者の計算に属する金銭、有価証券その他の物（以下「委託者資産」という）を委託者に引き渡すべき義務を負うものであり、委託者において、商品取引員に対し、商法等の規定により委託者資産と認められるものの引渡しを請求する債権（これに係る利息及び遅延損害金債権を含む）が、「委託により生じた債権」に該当する。
2011年1月1日の商品先物取引法施行以降、法令上、商品取引員は商品先物取引業者と読み替えられる。
2012年には、消費者に対する商品先物取引の「不招請勧誘」（契約の締結の勧誘を要請していない消費者に対する訪問や電話による契約の締結の勧誘）は、一定の例外を除き、禁止された。
2015年（平成27年）5月23日、経済産業省と農林水産省は、商品先物取引法施行規則の一部を改正する省令（以下「本省令」）を新しく定めた（施行は2015年6月1日予定）。この本省令は、その第201条の2を改正して、不招請勧誘の禁止の例外に加えたものである。この例外となる類型が追加されたことによって、商品先物取引業界で新しい勧誘ルールが生まれ、これまでより広く、「一定の条件を満たす消費者」に対して、商品先物取引における事業者による不招請勧誘が可能になった。

## 現状

### 市場
日本の商品先物市場は、戦後になって、農林水産省及び経済産業省（旧・通商産業省）の管轄となっている。これは、先物取引の内の商品の受け渡しに注目した管轄の方法であり、CFTC（商品先物取引委員会）という専門組織があるアメリカ合衆国をはじめとする諸外国と異なる点であり、また管轄省庁が2箇所あることに起因する運営上の諸問題も発生している。
過去では、函館海産物取引所、大阪三品取引所などで当業者主義、当業者取引を中心に運営されていたこともあったが、現状の日本の商品先物市場は、米国など他の市場と違い商社などの当業者によるヘッジ目的の参加より、個人投資家による投機取引の方が大半を占め、実需家にとって需要の高い「ドル建て」を採用しておらず市場としての使いにくさが指摘されている。しかし個人投資家による投機は市場に流動性を与え、ヘッジ目的の実需家やプロップハウス（自己ディーリングを専門に行う会社）、ファンドなどの機関投資家の市場参加を容易にしている側面があり、これら個人投資家の参加は市場活性化のために重要である。
経済産業省は、日本の商品先物取引同市場は過渡期であるとし、更なる健全な発展を目指しあらたな商取法改正法案を国会に提出した（商品取引所法及び商品投資に係る事業の規制に関する法律の一部を改正する法律案）。同案は2009年7月3日に衆参両院を通過し、1年以内の施行を目指した。
2011年1月1日、従来の「商品取引所法」と「海外商品市場における先物取引の受託等に関する法律」を一本化した新しい法律「商品先物取引法」が施行された。
それまで日本では、従来の法の盲点を突いた、海外商品オプション取引、及び通常のロコ・ロンドン取引とは異なる、悪質な「ロコ・ロンドン取引」と称する金の現物繰延取引（スワップも加味したロールオーバーによる差金決済方式）とする金のまがい取引が社会問題化していた。これは、「海外商品市場における先物取引の受託等に関する法律」で規制される海外商品先物取引、及び商品取引所法で規制されている先物取引にも該当しなかった。
この想定外の事態を踏まえ、経済産業省はこれまで規制対象外だった海外商品オプション取引や店頭商品取引にも商品先物取引法の範囲に含めた。
また、2010年2月には東京工業品取引所（TOCOM）の活性化を主目的とした「2010年にグローバルな工業品先物市場を実現する10のアクション」を発表し、国・経済産業省は商品先物市場の発展に力を注ぐ姿勢を鮮明にした。
TOCOMは1999年にガソリン、灯油の石油製品を上場させた。その後、TOCOMの石油市場の価格透明性や市場としての利便性が高まったとして、2007年からは新日本石油が同取引所への会員加入を決めると、他の石油元売も続々と参入を表明し、現在は大手6社全てがリスクヘッジなどに同市場を利用しているほか、仕切価格改定時の価格指標の一つとして採用するなど、当業者の参加は増加傾向にあり、欧米市場に近付きつつある。また、白金、ゴムなどは国際指標の一つとされる。
指標性を獲得出来ない取引（具体例として、福岡ブロイラー、横浜じゃがいも）もある。
2010年には中部大阪商品取引所から引き継いで「ザラバ取引」となって中京ガソリンと中京灯油の取引が開始されたが、出来高については中部大阪取引所時代のガソリンと灯油と比較して激減している。
ザラバ取引や24時間取引については、取引に直接参加しない者に一部賛成者がいる。理由として、ザラバ取引ならば、取引時間内ならばいつでも、24時間取引なら、何かあれば、すぐに注文が出せるためである。しかし、この理論が成立するには、多くの取引参加者が、期近から期先まで、絶えず参加していることが前提であり、その前提がなければ、市場そのものが成立しないことになる。
特定の時間に取引参加者を集める「板寄せ」は、この点は長所である。そのため、東京穀物商品取引所の銘柄については、市場の参加者である一般委託者や当業者などからザラバ化反対（板寄せ維持）の意見が多数出ている。また、ザラバ化によるコーヒー、粗糖、Non大豆、中京ガソリン、中京灯油の衰退は、ザラバの短所によるところが大きい。そのため、近年、2010年までについては、ザラバに移行しても市場が衰退しなかった例は、東京ゴムしか存在しない。

### 取引員と顧客
商品先物取引は商品取引員に預託した資金の限度一杯に売買する事（満玉）は危険であり、これは「必敗の法」、「丁半博打と同じ」とされる。以前は、手当たり次第に新規顧客を開拓し、それらに無理な売買を勧め、金銭的破綻に追い込む「客殺し」と呼ばれる取引員が多数存在していた。そのため投資家とのトラブルが後を絶たず、相談や苦情が監督官庁に多数寄せられていた。経済産業省は、勧誘規制や商取会社の破綻への備えの強化策などを盛り込んだ、
2006年4月に改正商品取引所法を施行し、投資家保護の姿勢を鮮明にしたが、取組高・出来高の減少や取引員の撤退が相次いでおり、市場全体は縮小傾向に向かっている。さらに出来高減少により、商品取引所にとって手振り板寄せ取引よりコストがかかるシステム取引のコスト負担が経営を圧迫している。
また、「初期の投資額以上の損失が発生する可能性のない」という取引以外は顧客側からの要請がない限り勧誘を禁止する（不招請勧誘の禁止）規制についても、導入が決まっていて、それに伴い倍率が引き下げられ、FX取引の倍率規制同様に、出来高が減少することが危惧されている。

### 取引証拠金（ プライス・スキャンレンジ ）
証拠金制度については、計算方法について、過去の価格帯（東京穀物商品取引所、中部商品取引所、関西商品取引所）や価格変動（東京工業品取引所）をもとに、証拠金額を建玉1枚あたりで計算しているが、（株）日本商品清算機構は、同社が価格変動を基準に証拠金額計算の基礎となる値（変数）を決定する方法（SPAN）を2011年1月4日の導入を決定している。
またこの「証拠金」は正式には「プライス・スキャン・レンジ（PSR）」と呼ぶ。
「プライス・スキャン・レンジ（PSR）」は、先物取引1単位の売建玉、又は買建玉に最低限必要な証拠金額を表している。
SPAN制度については、取引追証拠金については、従来は、帳入値段により計算した値洗い損から既に発生している取引追証拠金額を控除した額が商品取引所の定める取引本証拠金基準額の50%相当額を超えた場合に発生したもの（翌営業日の正午までに追証の差し入れがなければ、取引員は強制決済することが可能）が、帳入値段により計算した値洗い損が維持証拠金を超えた場合に追証の差し入れをして維持証拠金を維持するか決済するかを翌営業日の正午までに求められる（追証の差し入れがなければ、商品先物取引業者は強制決済することが可能）。さらに、証拠金については、現行の証拠金制度と比較して概ねレバレッジが高くなった（倍率が高くなった）。
証拠金制度については、商品先物業者が事実上ほぼ横並び（取引本証拠金の下限である取引本証拠金基準額にほぼ横並びであった）であったものが、SPAN制度と従来型の制度が併用され、SPAN制度の運用についても含め、証拠金の金額など証拠金の運用については商品先物取引業者ごとに異なっている。

## 取引の仕組み
取引においては、一定の決まった月までに、現物引渡し（先渡し契約を伴うもの）または反対売買（転売・買戻し）で決済することが約束されている商品を売買する。この決められた月を、「限月（げんげつ）」といい、取引の単位を「枚」という。たとえば金においては1kgが取引単位となっている（2007年2月現在）。現物を受け渡す最小単位も取引単位と同様に設定しているものが多いが、なかには2枚や5枚を単位とするものもある。
売買をするにあたっては取引所によって定められた一定額の証拠金を納めなければならない。この額は契約商品全体の額（「丸代金」という）の3%から10%くらいである。すなわち10 - 30倍のレバレッジがかかっているのがこの取引の特徴である。買いあるいは売りをしたまま、未決済（現物引渡しや反対売買が行われていない状態）になっている契約を「建玉（たてぎょく）」という。建玉に発生する損益を「値洗い」といい、ポジション（口座にある建玉全体の状態）に対して一定以上の値洗い損がでれば、追加の証拠金を納めなければならない。これを取引追証拠金（とりひきおいしょうこきん・おいしょう）という。証拠金が納付できない場合は、そこで強制決済となる。証拠金は、納会日（最終決済日）が近づいてきたときや相場が荒れたときにも、追加を要求される。前者を定時増証拠金（ていじまししょうこきん・ていじまし）、後者を臨時増証拠金（りんじまししょうこきん・りんまし）という。
同意書なしの委託証拠金充用証券の流用について「物」として旧商品取引所法第92条違反にならないとする最高裁判例が存在するが、受託契約準則において充用証券の処分制限まで否定する趣旨ではないとする行政解釈が存在する。
このようにして、商品が上がると思えば買い建玉をし、下がると思えば売り建玉をするのが、商品先物取引（商品相場）における典型的な投機的取引であるが（いわゆる片建取引）、この他に、同一商品異市場の値段差が縮小するのを狙う取引（アービトラージ）や、類似商品の値段の差・比率に着目する取引（ストラドル）、限月間の値段差に着目する取引、順鞘（限月が近づくにつれ値段が下がっている状態）のときの鞘すべり取り（ローリング）、逆鞘（限月が近づくにつれ値段が上がっている状態）のときの鞘出世取り、順鞘のとき期近（決済の早い限月）を買い期先（決済の遅い限月）を売って、期近を現受け（現物を引き取ること）して期先に売りつなぐことで、差額を獲得する取引などがあり、これらを総称して鞘取りという（元々は投機的取引で値段差を狙う全ての取引を鞘取りといった）。日本では困難であるが、これらにさらにオプション取引を絡ませて、一層複雑なポジションを構成することもできる。
なお、毎日の売買量を出来高（できだか・売りと買いが成立したものを1枚と数える）といい、ある時点での未決済の建玉の量を取組高（とりくみだか・売りと買いが取り組んだ状態を1枚と数える）という。これとは別に売買高という言葉を使用する場合があって、売りと買いでそれぞれ1枚と数え出来高を2倍に数えるのがそれだという。ただし日本経済新聞の商品市場の欄の説明では出来高のことを売買高といい、取組高のことを単に建玉といい、帳入値段または帳入指数のことを清算値と称しているから注意を要する。
清算参加者が、取引所の定める受託契約準則に基づき委託者から差し入れを受けた取引証拠金を委託者の代理人となって委託分の取引証拠金（直接預託）として株式会社日本商品清算機構に預託した金銭等について、委託者は株式会社日本商品清算機構に対して返還請求する権利を有している。また、委託者が清算参加者に委託証拠金を預託し、清算参加者が当該委託証拠金に相当する額以上の金銭等を取引証拠金として株式会社日本商品清算機構に預託した場合、差換預託された取引証拠金について、委託者は株式会社日本商品清算機構に対して返還請求する権利を有している。通常時においては、委託者は清算参加者を代理人として返還請求権を行使することとなるが、決済不履行時（建玉処分が行われた場合に限る）においては、直接株式会社日本商品清算機構に対して証拠金の返還請求をすることになる。
損失限定取引（スマートCX）
1. 損失限定取引契約 - 取引開始に先立ち、ロスカット水準価格等、損失限定取引に関する契約を商品先物取引業者と顧客の間で契約する。
2. ストップロス取引による売買 - 損失限定取引契約に基づいて、ロスカット注文が成立せず失効した場合はストップロス取引による売買が約定する。

ストップロス取引は受託取引参加者（商品先物取引業者）の自己の注文と、顧客の注文（転売又は買戻し）を、同一価格により、同一限月かつ同一数量について取引所に申し出て売買約定を成立させる。

## 取引内容と取引所
日本では大阪取引所、東京商品取引所、堂島取引所で商品先物取引が行われている。
取引形態は、東京では株式市場と同様の「板合わせザラバ折衷法」（個別競争売買）、大阪では1日数回の取引節ごとに注文を突き合わせる「板寄せ方式」（競売買による単一約定値段により行う売買約定方法）と分かれている。かつては「板寄せザラバ折衷法」も行われていた（競売買による単一約定値段により行う売買約定方法で、板寄せの方式にザラバの方式を織り込んだものであり、前述の板合わせザラ場折衷法とは、異なる取引仕法である）。
注文処理はコンピュータシステムによるシステム取引で行われているが、2007年8月31日までは中部大阪商品取引所大阪取引センターにおいて伝統的なハンドサインによる手振り板寄せ売買が行われていた（これが日本における手振りによる最後の取引である）。
板寄せ方式は、競売買（オークション）方式でかつ、ザラバ方式と異なり、会員別の手口が立会中でも場電又は情報ベンダーにより把握でき、取引参加者別の総取組高表および取引高表の公開、自己玉の取組高表も公開されている。この結果、ある程度、取引参加者が解る。
ザラバ方式には匿名性を利用する外資系委託者の見せ板問題などがある。証券取引ではザラバ方式が多い。
板寄せ方式は価格構成に不正な方法（後述の価格形成に影響を与えない向かい玉問題とは別次元の話である）が入りにくい。
また、板寄せ方式は、ザラバ方式と異なり時間優先の原則が存在しないため発注時間の有利、不利が存在しない。さらに、証券取引所の競売買（オークション）方式である板寄せとは異なり、売り手と買い手の注文枚数が完全一致したところで約定値段となる。これは、世界中の取引所取引の中で最も価格の透明性が高い（ガラス張り）取引だと言える。よって、日本独自の取引方法で世界に誇れる取引方法だと言える。
最近では、世界各国も、商品取引の規制強化を求めており、証券監督者国際機構（IOSCO）が投機を抑制するために取引の透明化についての指針を出す方針を打ち出している。一方、東京工業品取引所は国際化と称して、反対意見があるにも関わらず、取引参加者別の手口や取組高の情報の非公開化した。この東京工業品取引所の動きは、今日の情勢を考慮すると時期の差はあるにせよ結果的には国際情勢に逆行したといえよう。
その他、期近など流動性の低い取引をするときには、特定の時間に注文が集まる「板寄せ方式」の方が「ザラバ方式」より約定させやすい特性がある（単一約定値段のためスプレッドコストが発生せずに、ザラバ方式より板寄せの方がスリッページ（委託者の注文により仮約定値段が動くことも含む）が発生しにくい）。このため、さや取りはザラバ方式よりも板寄せ方式がやりやすい。また、常時、価格を見られないサラリーマンや当業者で相場専門の部署を設けていない等においては、ザラバと異なり板寄せは節ごとに値段の確認や参加をするだけで済むため、本業の合間に相場に参加が出来る当業者や一般投資家には参加しやすいという意見もある。
板寄せ方式においては、市場で売買が成立した後、一定時間内の間、取引員が当該値段で売り買い同枚数の取引が成立したとして、後から取引所に報告することが認められている。（中部商品取引所を除く）　これを「バイカイ付け出し」（または、「バイカイを振る」ともいう）という。
また、値幅制限時のときでも市場に出ている全注文玉が約定することは、「出来ストップ」という。
通常、出来ストップ時以外の値幅制限時の抽選や抽選なしのときには、約定しにくい状況が起きる。この状況の時、取引員が顧客の委託玉に相当するものを取引員が自己玉を使って対当させ（相対取引）、バイカイを振って玉を建てたり落としたりして、そして、何ら問題なく約定するケースがある。しかも、板の薄い市場においても委託者の注文により仮約定値段（セリ中の気配値段のこと）が動かない。
この「バイカイ付け出し」（または、「バイカイを振る」ともいう）は、投資家の中には特殊サービスとして歓迎する向きもあるが、不正の温床であるとして問題視する意見もある。
また、取引所と取引員は、日々値洗いに応じて、「場勘」とよばれる金銭のやりとりをしなければならず、この場勘定等を翌営業日正午までに決済(T+1)を行わなければならない。もし、それをしないと違約となり、取引停止となるので、取引員は場勘のやり取りを嫌う傾向が強い。
（かつては、場勘は2営業日のちの正午が決済期限(T+2)であったが、違約リスク軽減のため、平成15年6月6日に場勘定等の決済期限が短縮化(T+1)された。また、過去の場勘は取引員が取引所ごとに個別に清算していた。平成17年5月2日以降の場勘の取引は、清算参加者を委託者の代理人として委託者と日本商品清算機構が清算している。そのため、清算参加者と日本商品清算機構の間ではネッティング（相殺）により決済資金の負担が必要最低限度で済むことになった。また、取引証拠金の預託先も、日本商品清算機構が一手に担うこととなるため、複数取引所において取引を行う清算参加者にあっては、取引証拠金の一元的な預託が可能となり、事務及び資金の効率化が向上した）。
このため、取引員は取引所に対し中立のポジションをとる傾向があり、当然一般の顧客とは反対のポジションをとる傾向となる。これを「向かい玉」という。これは、顧客に対する出金遅延の原因となりやすい。
この「向かい玉」については、市場を全く通さない場合は「呑み玉」という不正行為になる。（刑法第185条 、同法第186条を参照）
また、この「向かい玉」は運用方法に問題がある場合が多い。最高裁は平成21年7月16日と平成21年12月18日、利益相反取引について、この向かい玉がその可能性があることを受託する前にきちんと説明しなければならない、もし自己玉を建てた後にきちんと事後通知をしないと、商品取引員は委託者に対して賠償責任を負う、と判示し、平成4年2月18日には、「客殺し商法」として、詐欺罪が適用出来ると判示している。
なお、ザラバにおいても、注文を貯めたり、指値注文や成行注文を上手く運用することにより、東京工業品取引所の旧システム（NTTデータ製）売買下においても、値段の完全一致は出来ないが、委託玉と自己玉のそれぞれの同じ値段か値段の近いところで約定させる類似した取引が行われていた。また、指値ではなく成行注文の場合、値段の完全一致が出来る寄付の板合わせ（証券取引所における板寄せ取引と同じ仕組み）に取引を誘導することも行われていた。よって、この問題の本質は、ザラバが良く、板寄せが悪いのではなく、取引員の営業姿勢によるものである。
「バイカイ」については、法律上有効説と無効説が議論されたことがあり、大審院判例においても、無効と判示としたことがあったが、後に、物議を招き有効と判示してる。（無効説＝大審院大正3年（オ）第664号第二民事部同5年6月26日判決。有効説＝大審院大正5年（オ）第420号第一民事部同5年11月14日判決、大審院大正5年（オ）第197号民事総合部同6年4月9日判決）

### 制限幅制度
板寄せ仕法においては、相場が極端に上下し市場が混乱することを防止する為に、取引所が定めた1営業日に変動する最大の幅を、一定範囲内に制限している。この制限幅に達したことをストップという。制限幅いっぱいの高値をストップ高といい、制限幅いっぱいの安値をストップ安という。ストップは、全量が約定する出来ストップ、セリに対当する注文がない抽選なし、セリに対当する注文が一部しかない抽選に分かれる。ストップ抽選のときには取引所においては、証券取引所の比例配分とは異なっていて、まずは、会員の注文枚数に関係なく会員各社に均等に1枚単位で割り当て、不足部分については、場立ちのクジ引きや乱数などによる抽選方式で1枚の当たり注文を会員単位で配分する。（会員の注文の差玉に対しての取り扱い）各会員に配分された玉を、会員自らが店内の個々の注文に割り当てていた。また、出来ストップ、抽選の有無は関係なく会員のバイカイは受け付ける。なお、出来不申（できもうさず）のときには、売買が成立していないため、会員からのバイカイも受け付けない。
また、東京工業品取引所が以前のNTTデータのシステムを使用していた「板合わせザラバ仕法」においても、制限幅制度は存在した。売り注文の合計または買い注文の合計のいずれか少ない方の枚数を反対側の会員に注文枚数を限度として均等に配分し、残余の枚数がある場合は抽選により配分。板寄せの場合は、各会員に配分された玉を、会員自らが個々の注文に割り当てていたが、NTTデータのシステム売買では、コンピュータにより自動的に抽選を行い、個々の注文に対して割り当てていた。また、板寄せは、バイカイが認められているのに対して、板合わせザラバ仕法では、委託者保護の見地から、ストップ高では自己売り対委託買い、ストップ安では自己買い対委託売りなどの特別売買が認められていた。
したがって、証券取引所の値幅制限時の注文の配分方式（比例配分方式）と商品取引所の値幅制限時の注文の配分方式（抽選方式）は、注文の配分方式が異なる。

### サーキットブレーカー制度
サーキットブレーカー（CB）制度とは、あらかじめ設定した幅外の価格で、売り・買いの注文が対当する場合、（当該売買注文を約定させず、）一定時間、立会を中断し、立会再開時は設定幅を拡張した上で、立会を再開する仕組み。ある限月でCBが発動すると、該当する商品の全限月がCBとなる。CBはザラバ中の他、板合わせ時においてもCB発動の条件を満たすと、CBが発動する。中断中は、新規・訂正・取消注文は受付けるが、約定はしない。板合せ時において、ある限月がCB発動する場合、その他限月についても立会が中断されるが、一部の限月（CB発動の契機となった限月については、板合せは行わず、立会が中断され、注文受付状態となる）については板合せの約定成立後に立会が中断される場合がある。
CBの運用については、2009年5月7日以降、6限月のうち1限月でも設定した幅外で対当した場合、 全限月でCBを発動 （限月間連動）させていたが、2012年1月4日から、限月毎にCBを発動させる運用に変更。なお、金先物オプション取引については、権利行使価格毎にCBを発動させる運用に変更。

### 清算・決済制度
概要
平成2年の商品取引所法改正で、それまで、取引所における取引の決済は「商品取引所を経て」行うこととされ、法律上クリアリングハウス制度が存在しなかったのが、取引所の選択により、クリアリングハウス方式で清算を行うことが出来るよう規定が整備された。また、平成16年の商品取引所法の一部改正により、それまでの①「商品取引所を経て」行う決済方式、②インハウス型クリアリングハウスに加え、取引所横断的な決済が可能となるアウトハウス型クリアリングハウスも導入することが出来るよう制度改正が行われた。また、商品先物取引の心臓部は重要性から清算・決済制度にあるといえる。
クリアリングハウス制度導入以前
日本の取引所は売り手と買い手の決済を仲介するだけで、取引の相手方にはならない。また取引の清算過程で清算の執行を直接、保証しない。また、日本の商品取引所には当業者（メーカーや商社など取引所に上場されている商品の生産や売買等を業としている事業者）など自ら直接取引に参加する「一般会員」と投資家や当業者から注文を受けて取引を執行する「受託会員」の区別はあるが、この「受託会員」の中に「清算会員」と「非清算会員」の区別は設けられておらず、全受託会員が取引の清算において、直接契約の当事者になる形を取っていた。
取引所を経由して清算を行う型
取引により生じた債権・債務関係は、値洗いで損勘定になった会員の集団が債務者になり、益勘定になった会員の集団が債権者（ネットで売り（買い）の会員が益勘定の場合は、ネットで買い（売り）の会員が損勘定）となって成立している。これを、個々の取引所が仲介して、損勘定となった会員から損金を徴収し、益勘定となった会員へ益金を交付する。受託会員については、自己と委託を区分して差金の徴収及び交付を行う。
商品市場における取引の債権・債務が益勘定になった会員の集団と損勘定になった会員の集団との間の関係になるため、1会員の債務不履行（違約）が違約玉の反対建玉を有する会員集団全員の損失につながりうる。会員は他の会員の信用力による決済リスクを有することになる。また、一般論ではあるが、国際的には、クリアリングハウスを介さない相対取引よりもクリアリングハウス制度を活用する取引のほうが決済リスクが低い分、安心して取引が出来ると評価されている。
違約時には違約会員の自己、委託玉ともに反対売買により手仕舞いする（取引所業務規程等）。違約会員の建玉（違約玉）のうち片建玉の部分については、原則として、違約玉に対当する反対玉（被違約玉）を有する会員に按分して反対売買により手仕舞いがされる。違約処理に伴い、被違約玉に係る益金の支払いが取引所が必要と認める期間留保されることとなっている。
違約処理のための財源
違約の際の財源として、取引所は会員に会員信認金（法第38条第1項）、取引証拠金（法第79条第1項）、特別担保金（法第84条の2第1項）を預託させている。
違約発生に伴う損失は、違約会員の会員信認金、違約会員の取引証拠金、違約会員の特別担保金、違約担保積立金（損失補填準備金として取引所の剰余金から積立）、当該商品市場における違約会員以外の会員の特別担保金の順で填補される。
清算参加者の資格構成
我が国においては、法律上も取引所の規程上も、清算参加者について特別の資格要件を設けておらず、全ての取引所の会員が清算に参加していた。
（清算に参加する会員の財務上の要件）
- 一般会員

商品市場ごとに定款で定められた額以上の純資産があること。
- 商品取引員

受託業務を行う商品市場ごとに省令で定められた一定額を合算した額以上の純資産額があること。なお、「純資産」は、「総資産－総負債」として計算され、固定資産（簿価）が含まれる。
純資産が資本金を上回っていること及び流動比率（流動資産／流動負債）が100%を超えていること。
神戸生絲取引所では、平成2年の違約者の債務不履行に対し違約損失補填交付金制度により取引員自身が損失を負担せずに取引所が被違約者に損失の補填をした事例もあるがこの制度は例外であった。
クリアリングハウス制度導入以後
平成15年6月より東京工業品取引所自身がインハウス型クリアリングハウスとなり、株式会社日本商品清算機構がアウトハウス型クリアリングハウスとして、平成17年4月に主務大臣の許可を得、同年5月から業務を開始して以降、国内の商品取引所全ての取引に係る清算・決済を行っていた。2020年6月現在では、現存する日本の商品取引所（東京商品取引所・堂島取引所）で成立した取引にかかる清算・決済は、東京商品取引所の子会社である日本商品清算機構において行われている（※日本商品清算機構は、2020年7月27日に、金融系取引の清算・決済を行ってきた日本証券クリアリング機構に吸収合併された）。
商品取引清算機関（取引所または外部のクリアリングハウス）が差金の徴収及び交付を行う点では前記と同様であるが、各会員の取引により生じた債権又は債務の相手方となって決済の履行を保証することにより、会員の違約リスクが他の会員に直接及ばない。取引に関する債権・債務の関係が商品取引清算機関と違約会員との関係になるため、違約が生じた場合においては商品取引清算機関の損失になりうる。会員は商品取引清算機関の信用力で決済リスクを判断できる。国際的にも、相対取引よりも決済リスクが低いという意味で決済の安心面の観点からクリアリングハウス制度での清算は先物取引を行う上での判断材料とされている。
平成15年6月より、東京工業品取引所においては、違約対策財源として、証拠金、清算預託金、違約担保積立金等に加え新たに、50億円の違約対策保険契約により違約処理の財源を確保していた。
株式会社日本商品清算機構における決済不履行時の対応
アウトハウス型クリアリングハウスである株式会社日本商品清算機構は、指定商品市場毎に次の順序により損失の補填を行う。
1. 当該清算参加者が当該指定商品市場について預託している自己分の取引証拠金、当該清算参加者が当該指定商品市場について預託している清算預託金、当該清算参加者が当該指定商品市場について預託しているその他の預託金等、当該清算参加者が返還請求権を有する当該指定商品市場分の委託分の取引証拠金
2. 当該清算参加者が会員として指定商品市場毎に指定市場開設者に預託している信認金
3. 株式会社日本商品清算機構の剰余金のうちから積み立てた「決済不履行積立金」
4. 指定商品市場毎に第三者による損失補償又は損失保証により受領する金銭[注 1]
5. 損失を補填し得ない指定商品市場に係る他の清算参加者が株式会社日本商品清算機構に預託している清算預託金
6. 損失を補填し得ない指定商品市場に係る他の清算参加者の負担

株式会社日本商品清算機構は、決済不履行が発生した場合においても決済を円滑に履行する必要があることから、指定決済銀行との間で「緊急融資枠」に関する契約を締結している。なお、当該「緊急融資枠」の額は、過去の清算実績を勘案して設定している。

### 売買仕法

#### システムによる板合せザラバ仕法（2009年5月7日以降）
see 株式会社東京工業品取引所HP
日中立会開始時、夜間立会開始時は全商品、全限月（全シリーズ）一斉に板合せを行う。また、サーキットブレーカー（CB）発動後の立会再開時においても、当該商品の全限月（全シリーズ）にて一斉に板合せを行う。その余の立会時間についてはザラバ取引（サーキットブレーカーの時を除く）。
注文の優先順位は、「価格優先・時間優先」。
板合わせは、大量注文を一括して付け合わせることや一本値段で約定させることは、板寄せと似ているが、板寄せは、売りと買いの注文枚数が一致することが条件なのに対し、板合わせは一致することが条件ではない。また、板合わせは、付け合わせを行う時点までの注文を一括して付け合わせ約定枚数が最大となる値段を一本値段として約定させるのに対し、板寄せは、売り注文が多いときには取引所が仮約定値段を競り下げ、買い注文が多いときには仮約定値段を競り上げることにより、反対注文を呼び込もうと仕向け、最終的には売りと買いの注文枚数が一致させるため、板合わせと板寄せの値段の形成のプロセスは全く異なる。なお、板合わせは、証券取引所でいう板寄せに該当する。

#### システムによる板寄せ法
see 会員組織関西商品取引所HP
この取引は、集団による競争売買の一種で、所定の時刻に取引所と会員間をオンライン化した取引端末に表示される画面に従って、値段の上げ下げによる競争売買のもと、売り注文と買い注文を競合させ、売り数量と買い数量とが一致したときの値段で売買取引を成立させる。
取引所では午前3回（前場第1節、前場第2節、前場第3節）、午後3回（後場第1節、後場第2節、後場第3節）の1日6回、定められた立会時刻に取引が開始される。各節、立会をする商品とその順序が決められ、商品ごとに期近から期先限月の順に一つの値段（約定値段）で売買取引を成立させていく。
その方法は次の方法で行う。まず、取引所のセリ担当者（職員）が、定刻になるとチェアマン（競り端末）と呼ばれる端末を操作し、各会員の取引端末（会員の注文入力専用端末）にこれから始める商品、限月及びこの値段からセリ始めるという仮約定値段を表示する。
会員は、表示された情報に適合する売り、買いの注文を入力する。入力された各会員からの売買数量により、セリ担当者は「売り注文が多いときは、買い注文を誘うために値段を下げ」、「買い注文が多いときは、売り注文を誘うために値段を上げ」、売りと買いの枚数が一致したとき（無出入または端上げ）、セリ担当者は、チェアマン端末を操作し、その時点での仮約定値段を正式の約定値段として決定する。
したがって、会員の取引端末に注文を入力する担当者は、セリの状況を把握し、表示する仮約定値段で折り合わなかった注文は、その都度反対の注文を出して相殺しなければならない（張り返し）。
なお、一日の立会において上下可能な範囲は、相場の急激な変動による混乱を防ぐため商品ごとに一定の制限幅が定められている。また、商品ごとに一日の最終節において最高値幅・最低値幅に達した限月数によっては、その商品の翌日の制限幅が変更になる場合があるので注意しなければならない。

#### 手振りでの売買法
see 東京穀物商品取引所二十年史（会員組織東京穀物商品取引所 昭和49年9月10日発行）

##### 単一約定値段による競争売買
戦後の商品取引所の格付先物取引においては、売買の締結、約定値段の決定は、単一約定値段による競争売買によって行われている。なお、銘柄別取引及び実物取引においては、この売買方法によらず他の方法によっている。
単一約定値段による競争売買とは、一定時刻に開始される各場節の売買立会において、取引者が一堂に会し、多数の売手および多数の買手によって売り注文または買い注文が投入されて競合・争合を行い、その状況により上ゼリもしくは下ゼリを行い、最終的に売り・買いの数量と価格が折り合ったときに成立した単一約定値段によって全取引が成立する方法であって、条件の合致しない価格の注文はその約定集団から離脱するとのものである。この多数の売手および買手は、セリの過程での仮の約定値段によっては買手ともなりまた売手ともなる。
この方法には、「板寄せ法」と「板寄せザラバ折衷法」（以下「折衷法」という）の2種類がある。この二つの方法は、価格形成の過程において相違はあるが、取引される「売り注文」と「買い注文」が同一であれば、いずれの方法によっても必ずその形成された価格は同一となる。
明治時代から昭和14年まで続いた東京米穀商品取引所では、当初、ザラバ（相対継続）方式による売買が行われ複数約定値段による方法がとられていたが、大正5年に至って、単一約定値段による方法に脱皮すべく検討が加えられた。当時、大阪・名古屋などでは早くも単一約定値段制が採用されていたが、その方法は板寄せ法であった。同所では折衷法を採用することとなり、神戸穀物取引所の前社員の山村瑳磨太を招へいしその指導を受け練習の結果、同年9月1日から折衷法に移行した。折衷法が採用されたのは、板寄せ法に比し立会に活気があり、東京の気風にマッチした売買仕法であったことによるものと思われる。
なお、戦後に設立された商品取引所は21ヶ所（昭和49年現在。その他に、昭和57年には東京金取引所が設立されている）であるが、設立当時から先物取引の売買仕法は全て単一約定値段による競争売買の方法がとられた。そして、板寄せ法を採用したのは大阪化学繊維・名古屋繊維・大阪三品・函館海産物・東京ゴム・名古屋穀物商品の6取引所、折衷法をとったのは福井人絹・東京繊維商品・横浜生糸・神戸生糸・豊橋乾繭・小樽商品（北海道穀物商品の前身）・神戸ゴム・大阪砂糖・東京砂糖・前橋乾繭・大阪穀物・神戸穀物商品・関門商品・蒲郡綿布および東京穀物商品の15取引所であった。その後、単一約定値段による競争売買の方法については、種々の事情により売買仕法を変更した取引所があり、最終的には、平成3年4月の東京工業品取引所のザラバ仕法によるシステム売買がスタートするまで、全商品が板寄せ法になった。また、東京穀物商品取引所が昭和63年4月1日にコンピュータによるシステム売買取引へ変更するまでは、全商品が手振り板寄せ法による取引になった。

##### 板寄せ法
立会場
立会場の一端に高台があり、この高台には取引所職員が上がる。高台に対峙する位置に場電（立会場と各会員とを結ぶ専用電話）がある。折衷法に比し、高台と場電との間は狭いのが普通である。
市場代表者
各会員から立会場に派遣され、その社の全売買を行う役目を持つ。1人で場電を通して会社からの注文を聞きながら売買を行う場合と、市場代表者補助員が場電をとりその指図によって売買を行う場合とがある。
市場代表者の売買の方法は、高台が指示した仮の約定値段により、売りまたは買いの枚数を指で表示して高台に申し出る。セリにより仮の約定値段が上下し、自己の持つ指値の注文に合致しない呼値となったときには、その枚数について反対の表示を行い（売っていれば買い、買っていれば売る）、前に申し出た枚数と、相殺して売買から離脱する。
端上げ（はなあげ）（端取り）（売りと買いの枚数の差を自社の注文により全て埋ますという申出）は、市場代表者の「売った」、「買った」または「ヨシヤ」の発声とそれに伴う手の動作により撃析（げきたく）係の柝（き）が入る。
以下は取引所職員
撃析（げきたく）係
1. まず立合開始の柝（き）を入れて仮の約定値段を示し、その値段での売買枚数を各市場代表者から申し出させる。
2. 端（はな、売りと買いの枚数の差）を表示するとともに、値段を上下させる。売りと買いと対比して、売り枚数が多いとき（買いハナ）は「何枚買える」または「何枚買」といって値を下げ、逆に買い枚数が多いとき（売りハナ）は「何枚売れる」または「何枚売」といって値を上げる。
3. 売り枚数と買い枚数が同じ枚数になった場合には、「無出入（むでいり）」と唱え、その値段をもって本約定値段の成立を宣言する。
4. 「売りハナ」または「買いハナ」の場合、市場代表者の「みんな売った」または「みんな買った」の申出により、その値段をもって本約定値段の成立を宣言する。撃析係というのは、仮約定値段の提示者であり、売りと買いの枚数が一致するまで新しい値段を提示する役目を果たすわけである。

見張り係（ラッパ）、読上げ
撃析係の提示した値段により、市場代表者の申し出た売りまたは買いの枚数を社名とともに左から右に順に読み上げる。
見張り係が社名または枚数を読み違える場合もあるので、その読み違えを監視し訂正するため副見張り係を置くこともある。
正場帳係
見張り係の読み上げた各社の売り買いの枚数を読み上げられた順に正場帳に記帳する。これにより、あとからでもその社の申し出た売買枚数を順を追って確認することができる。ただし、取引所によってはこの係を置かないこともある。
副場帳係
見張り係の読み上げた各社の売買枚数を、その社の売り買いの枚数の差し引きが分かりやすいように、各社別に記帳する。この副場帳により、立会終了後、各社の申し出る売買差引枚数との照合が容易になる。
暗算係（ソロバン）
撃析係のそばにいて、見張り係の読み上げた売り枚数と買い枚数との差引計算し、端を撃析係に知らせる。
以上のような取引所職員と市場代表者が立会に参加するわけであるが、板寄せ法による競争売買は、市場代表者（会員）が高台（取引所）に売りまたは買いの枚数を表示することに特徴がある。板寄せ法は、折衷法に比して市場操作が行われやすいといわれており、立会そのものに活気が乏しいという短所もある。しかし、市場代表者に熟練度を要求されないこと、人員も少なくて済むこと、また立合終了後の整理が容易であることなどの長所がある。

##### 板寄せザラバ折衷法
立会場
板寄せ法と同様、高台は立会場の一端にあり、これと対峙しあるいはその正面を囲む位置に場電がある。高台と場電の間は板寄せ法より広いのが普通である。
市場代表者
1. 板寄せ法では、高台に対して売りまたは買いの枚数を申し出るが、折衷法では、市場代表者は他社の市場代表者の中から売買の相手を見いだして、その者と直接売買を行う。これを相対売買または相対商内という。この場合、売買した相手と枚数を記録するために「手合い取り」を行う（この記録帳を「手合い帳」という）補助員が必要となる。
2. 会社からの売買注文が「成行注文」である場合は、単に「売ろう」または「買おう」と表示しながら相手を見つける。注文枚数に達するまで何回でも相手を見つけて売買を成立させる。
3. 会社からの売買注文が「指値注文」である場合、例えばその注文が8,750円で10枚売るときには、「5ヤリ」（50円売り）と発声しながら右手で「5ヤリ」の表示をして相手を探す。相手が見つかり10枚のうち3枚が売れたときは、さらに相手を探す。このとき、売れた3枚は40円になると注文の条件に合わなくなるので買い戻さなければならない。このため、「4カイ」（40円買い）の表示を左手で行う。すなわち、左手で「4カイ」、右手で「5ヤリ」の表示を同時に行い、しかも、「4カイ」は3枚であり、「5ヤリ」は7枚であるという計算を行っていなければならない。
4. 上記2及び3の売買注文が単独であればさして難しいことはないが、これらの注文が複数で、しかも、3）の指値注文の値段は数種類あるのが普通であり、市場代表者は複雑な計算を機敏に行うことを強いられるので、熟練するまでに相当な練習と年数が必要となる。

以下は取引所職員
撃析係
1. 市場内の売買取引の状況を観察して、市場代表者が個々に表示している値段のうちから最も妥当であると思われる値段を表示する。この場合、売りの勢力が強いときには「何円ヤリ」と表示し、買いの勢力が強いときには「何円カイ」と表示する。
2. 上記1において、場況の変化により、売りの勢力が一方的になった場合にはセリ下がり、買いの勢力が一方的になった場合にはセリ上がる。
3. 上記1及び2のセリが進行し、売りと買いの枚数が一致して、他に成行またはその値段以下の売り注文、および成行もしくはその値段以上の買い注文がなくなった場合、その値段をもって約定値段の成立を宣言する。このとき、成行注文はもちろん、その約定値段より高い指値の売り注文及び安い値段の買い注文は、全て成立することとなる。
4. 上記1及び2のセリの途中において、例えば8,750円の売り注文と8,740円の買い注文だけが残り、「5ヤリ」と「4カイ」が対峙して、市場の売買が一時膠着状態となるときがある。この場合、撃析係は「4カイ・5ヤリ」と「極まり手」を宣言する。「極まり手」とは二者択一の状態をいい、その後の売買によって枚数の合致した方の値段が約定値段となる。このため、極まり手の後から出された注文は、たとえそれが40円以下の売りまたは50円以上の買いでその状態に適合する注文であっても、その全部が履行されない場合もある。極まり手の方法をとらないで、あくまでも売りと買いの枚数が一致した場合にのみ約定値段を成立させる方法（つぶれ商内）をとっている取引所もある。この方法によると、約定値段が成立する以前の注文は全て履行される長所がある反面、立会時間が長びく欠点がある。

見張り係
立会中に売手と買手とで行った相対売買につき、それぞれの社名及び売買枚数を帳付け係に通報する。
帳付け係
見張り係から通報された相対売買の売り・買い別の社名並びにその枚数を場帳に記帳する。そして、立会終了後「読み合わせ」または「判取り」の方法によって各社が行った売買を照合（東京穀物商品取引所では「読み合わせ照合」）し、板寄せ法の副場帳と同様に各社別の売買の差引枚数を算出する。
以上のようにして売買が行われるわけであるが、折衷法は板寄せ法に比し、売買立会に活気がありかつ立会時間が短くて済むという長所がある。しかし、立会終了後の照合・整理に時間を要するという短所がある。
つまり、立会中に市場内の随所で同時に相対売買手合わせが行われるため、見張り係が相当熟練していても見落とす売買もあり、社名および枚数を誤認する場合もあるほか、帳付け係も取引輻輳時などにはその記帳に間違いを起こす場合もある。そのため、立会中に記帳された全ての相対売買手合わせを立会終了後に読み上げ、これを市場代表者もしくは市場代表者補助員が「手合い帳」と照合確認しなければならないという煩雑さがある。
板寄せザラバ折衷法の問題点及び板寄せ法の長所・短所は次の通り
| 板寄せザラバ折衷法                                                                                                 | 板寄せ法 |
| --- | --- |
| 短所 - 市場代表者は熟練を要する - 巧拙によって売買に著しい差が生じる - 体力を消耗する - 値動きが著しく間違いが多い | 長所 - 売買枚数を表示することになり、最も公正であるといえる - 市場代表者は熟練を要しない - 表示に伴い売買枚数の変化、気配、仕手の動向が良く分かり、値動きが緩慢なため注文が出しやすい - 売買枚数の一致により、完全一致の原則であるといえる。 短所 - 折衷法に比して余りにも活気に乏しい - 相場としても妙味が薄い - 飛び値を切られる懸念がある |

### 日本の取引所と上場商品の一覧
商品先物取引を取り扱う日本の取引所と上場商品の一覧を以下に示す。大阪取引所は金融商品取引法上の「金融商品取引所」、東京商品取引所と堂島取引所は商品先物取引法上の「商品取引所」であり、取引所の法的根拠となる法令が異なる。それぞれで、どのような取引形態（先物取引や現物取引、指数取引等）が可能であるかは異なる。
| 企業集団           | 取引所         | 商品市場       | 上場商品                                                          |
| ------------------ | -------------- | -------------- | ----------------------------------------------------------------- |
| 日本取引所グループ | 大阪取引所     | 貴金属市場     | 金、銀、白金、パラジウム                                          |
| 日本取引所グループ | 大阪取引所     | 商品指数市場   | CME原油等指数先物                                                 |
| 日本取引所グループ | 大阪取引所     | ゴム市場       | くん煙シート（RSS3）、技術的格付けゴム（TSR20）、上海天然ゴム先物 |
| 日本取引所グループ | 大阪取引所     | 農産物市場     | 大豆、小豆、とうもろこし                                          |
| 日本取引所グループ | 東京商品取引所 | エネルギー市場 | 原油、ガソリン、灯油、軽油、液化天然ガス（LNG）、電力             |
| 日本取引所グループ | 東京商品取引所 | 中京石油市場   | ガソリン、灯油                                                    |
| なし               | 堂島取引所     | 農産物市場     | 大豆、小豆、とうもろこし                                          |
| なし               | 堂島取引所     | 砂糖市場       | 粗糖                                                              |
| なし               | 堂島取引所     | 貴金属市場     | 金、銀、白金                                                      |
| なし               | 堂島取引所     | 米穀指数市場   | 堂島コメ平均                                                      |

## 主な対象商品
取扱商品は取引所により異なる。以下には現在先物取引がされていないものも含まれていることに注意を要する。

### 農産物
- 大豆（一般大豆、Non-GMO大豆）
- 大豆油
- 大豆ミール
- 小豆
- トウモロコシ
- コーヒー（アラビカ種、ロブスタ種）
- 鶏卵
- 粗糖
- 精糖
- 生糸
- 冷凍エビ
- コメ
- 籾
- 玄米
- 牛乳
- 材木
- オーツ麦
- ココア
- 菜種
- 小麦
- 小麦粉
- 豚赤身肉（英語版）
- 生牛（英語版）
- 飼育牛（英語版）
- 綿花
- オレンジジュース
- バター
- ハッカ油
- パーム油
- カルダモン
- トウゴマ

### 金属
- 金
- 銀
- 白金
- パラジウム
- アルミニウム
- 銅
- 鉄鉱石
- 天然ゴム
- 亜鉛
- ニッケル
- 錫
- ウラン

### エネルギー
- 原油
- 天然ガス・液化天然ガス（LNG）
- ガソリン
- 改質ガソリン
- 灯油
- 軽油
- エタノール
- 石炭
- 低硫黄ガス・原油
- 欧州排出権
- 電力

### 商品指数
- 天然ゴム指数
- コーヒー指数
- コーン75指数
- CRB指数
- 日経・JPX商品指数（Nikkei-JPX Commodity Index）[19]
- CME原油等指数[20]
- 堂島コメ平均（米穀指数）[21]

## 税金

### 課税方法
- 「先物取引に係る雑所得等」のケース

2001年3月31日までは、商品先物取引によって得られた利益は個人投資家の場合、「雑所得」とみなされ、総合課税であった。しかし、国内の商品先物業界が委託者のアンケートもとに、大蔵省（当時）に積極的に働きかけたことにより、2001年4月1日以降から、日本国内の商品先物取引においては、先物取引で得た利益は「先物取引に係る雑所得等」に該当し、申告分離課税となった。その時の税率は、所得税20%・住民税6%の合わせて26%であった。
これは、商品取引所法第2条第8項および同条第9項、同条第10項第1号ホに定められている日本国内の商品市場の取引に限定された。
また、2001年3月31日以前の取引については、2001年4月1日以降に差金決済を行った場合でも、その建玉の利益は従来通り、総合課税が適用された。
2001年4月1日以降の取引の建玉から、その差金決済で得た利益に申告分離課税が適用された。
また、その申告分離課税は、2001年4月1日から2003年3月31日までの期間限定であった。（「租税特別措置法」による）
その後、租税特別措置法の改正により、「商品先物取引に関する調書」が税務署長に提出されることが商品取引員に義務付けられた。
2003年1月1日以降、先物取引に関する「繰越控除制度」が新設され、商品先物取引によって損失が出た場合、差引きの純損失分について、その年度の雑所得内で控除できない場合、3年間繰越控除を認められた。
2003年4月、商品先物取引の新税制はさらに拡充し、個人投資家の商品先物取引は、恒久的に申告分離課税となった。また、その税率は所得税15％、住民税5％の合計20％へと引き下げられた。（平成15年度分「2003年1月1日〜12月31日」から遡って合計20％が適用）
2012年1月1日以降の、現物先物取引、現金決裁型取引、指数先物取引、オプション取引、指数現物オプション取引の利益については、2013年1月1日から2037年12月31日までの25年間 、所得税額に対し2.1%の「復興特別所得税」が課せられることになった。したがって、その期間の税金は、所得税15%・復興特別所得税0.315%・道府県民税2%・市町村民税3%の合わせて20.315%の比例税率方式の申告分離課税である。
2038年以降、個人投資家の商品先物取引の税金は、所得税15%・道府県民税2%・市町村民税3%の合わせて20%の申告分離課税になる。
詳細は「商品先物取引法第2条第14項第1号から第5号までに掲げる取引」を参照。
- 「雑所得」のケース

海外先物取引所取引に係る差金等決済から生じた利益は「雑所得」に該当し、総合課税となる。
2011年12月31日以前に行う、商品先物取引法第2条第14項第1号から第5号までに掲げる取引のうち一定のもの（商品市場及び外国商品市場によらないで行われる、いわゆる現物先物取引、現金決裁型取引、指数先物取引、オプション取引、指数現物オプション取引）
2011年1月1日から、先物取引のうち商品スワップ取引等（商品先物取引法第2条第3項第5号から第7号までに掲げる取引）、店頭商品デリバティブ取引、外国商品市場取引が先物取引に関する支払調書制度等の対象となる取引に、追加されたものが施行された。（この改正は、商品取引所法及び商品投資に係る事業の規制に関する法律の一部を改正する法律の施行の日以後に行われる差金等決済について適用される（平成22年所法等改正法附則9））。
- 商品先物取引に係る充用有価証券を商品取引員が換価処分した場合の課税関係

商品取引員の名義で行われる充用有価証券の換価処分は、顧客の金融商品取引業者等への売委託による譲渡と解することはできないため、納税者である居住者等が「金融商品取引業者等への売委託」により上場株式等を譲渡することが要件とされている上場株式等を譲渡した場合の株式等に係る譲渡所得等の課税の特例（平成23年改正後の平成20年改正法附則432）及び上場株式等に係る譲渡損失の損益通算及び繰越控除の特例（措法37の12の2）の規定の適用を受けることはできない。

### 問題点
2001年分について、東京、大阪、名古屋の3国税局管内で、約9割が適正な税務申告をしていないことが国税当局の調査でわかった。2001年の税法改正で、支払調書の提出を商品取引員に義務づけられたことが、発覚につながった。国税局は、法改正以前は取引内容の把握が出来ていなかった。